# 齿叶虎耳草
齿叶虎耳草（学名：Saxifraga hispidula）为虎耳草科虎耳草属下的一个种。

## 扩展阅读
- 維基物種上的相關：齿叶虎耳草